# Margot Hielscher
Margot Hielscher (Berlim, Alemanha, 29 de setembro de 1919 – 20 de agosto de 2017) foi uma cantora, atriz e designer de moda alemã. Margot Hielscher foi a representante da Alemanha no Festival Eurovisão da Canção 1957 e no Festival Eurovisão da Canção 1958.
Sepultada junto com seu marido Friedrich Meyer morto em 1993 no Bogenhausener Friedhof.